# تيب فاني
تيب فاني (بالإنجليزية: Tep Vanny)‏ (من مواليد 12 أبريل 1980) وهي ناشطة بارزة في مجال حقوق الأرض ومدافع عن حقوق الإنسان ومؤسسة ل بويونغ كاك 13 (بالإنجليزية:  13 Boueng Kak)‏، وهي مجموعة من الناشطات قامت بقيادة الاحتجاجات السلمية منذ عام 2008 ضد الحكومة الكمبودية التي قامت بتأجير الأراضي إلى مؤسسة شوكاكو التي أدت إلى الإخلاء القسري لحوالي 20000 شخص في منطقة بحيرة Boeung Kak في بنوم بنه. حيث أثار اعتقالها واحتجازها حملة دولية تطالب بالإفراج عنها.

## نشأتها
عاشت تيب فاني في الأصل في مقاطعة كاندال قبل أن تنتقل إلى بنوم بنه في عام 1998، حيث عملت كبائعة بقالة. وعمل زوجها أوو كونغ تشيا كموظف مدني في وزارة الدفاع. ولديهما طفلان، أوو كونغ بانها وأو سوفان نيكريتش. خسر زوجها وظيفته عندما رفض الزوجان قبول عرض الاستحواذ على أرضهما في حي Boueng Kak حيث كانا يعتبران أقل من القيمة السوقية.
وبموجب مخطط امتياز الأراضي الاقتصادية (ELC) الذي وضعته الحكومة الكمبودية والذي يمثل الأساس القانوني لمنح الأراضي للشركات الأجنبية، تم استئجار الأرض المحيطة ببحيرة Boeung Kak مقابل 79 مليون دولار لمشروع تطوير أراضي لشركة Shukaku Inc، المملوكة من قبل لاو منغ خين، عضو مجلس الشيوخ عن حزب الشعب الكمبودي الحاكم (CPP) بالشراكة مع المجموعة الصينية Erdos Hongjun Investment Corporation حيث أدى هذا الإجراء إلى طرد حوالي 3500 أسرة و17500 شخص، قسراً من منازلهم.
ورداً على ذلك، بدأت النساء المحليات في تنظيم احتجاجات سلمية على الأرض تحت قيادة تيب فاني وعرفت المجموعة باسم بويونغ كاك 13
```
واستمرت في الاحتجاج حتى بعد أن تم استبعادهم ولكن بفضل تصرفاتهم، تمكنوا من لفت الانتباه إلى النزاع وبعد ذلك، في عام 2011، جمد البنك الدولي جميع القروض المقدمة إلى كمبوديا. وتم إلقاء القبض على المجموعة من قبل الحكومة الكمبودية وفي 24 مايو 2012، أدينوا بتهمة احتلال الأرض بشكل غير قانوني وحكم عليهم بالسجن لمدة عامين ونصف.
```

## حياتها السياسية
نشرت منظمة العفو الدولية القبض على بويونغ كاك 13 (بالإنجليزية:  13 Boueng Kak)‏ والسجن اللاحق لها على المسرح الدولي في محاولة لإلغاء إداناتهم خلال جلسة استئناف في 26 يونيو 2012. وفي 15 أغسطس 2016، اعتقلت للاحتجاج على الاحتجاز التعسفي للمدافعين عن حقوق الإنسان وحُكم عليها بالسجن ستة أشهر بتهمة «إهانة موظف عام». بدلاً من إطلاق سراحها في نهاية مدة عقوبتها، أعادت السلطات تنشيط قضية قديمة وحكمت ليها مرة أخرى في 23 فبراير 2017 «للعنف المتعمد مع ظروف مشددة» بموجب المادة 218 من القانون الجنائي الكمبودي. ثم حكم عليها بالسجن لمدة ستة أشهر وستة أشهر. ونددت العديد من منظمات حقوق الإنسان الدولية مثل منظمة العفو الدولية وFIDH بهذه الجملة باعتبارها احتجازًا تعسفيًا.
في آب / أغسطس 2018، تلقت فاني عفواً ملكياً من الملك الكمبودي نورودوم سيهاموني بناءً على طلب من رئيس الوزراء هون سين وأُطلق سراحها من السجن. كما تم العفو عن ثلاثة من الناشطين.
وقد قامت تيب فاني كمتحدثة باسم مجتمع بحيرة Boeung Kak بالتحدث ثلاث مرات في الولايات المتحدة، وكذلك في فرنسا والبرازيل وهولندا وسنغافورة وتايلاند. في عام 2013، حصلت تيب فاني على جائزة الآصوات القيادية المهمة العالمية في حفل ترأسته وزيرة الخارجية الأمريكية السابقة هيلاري كلينتون.